# Implantacja (fizjologia)

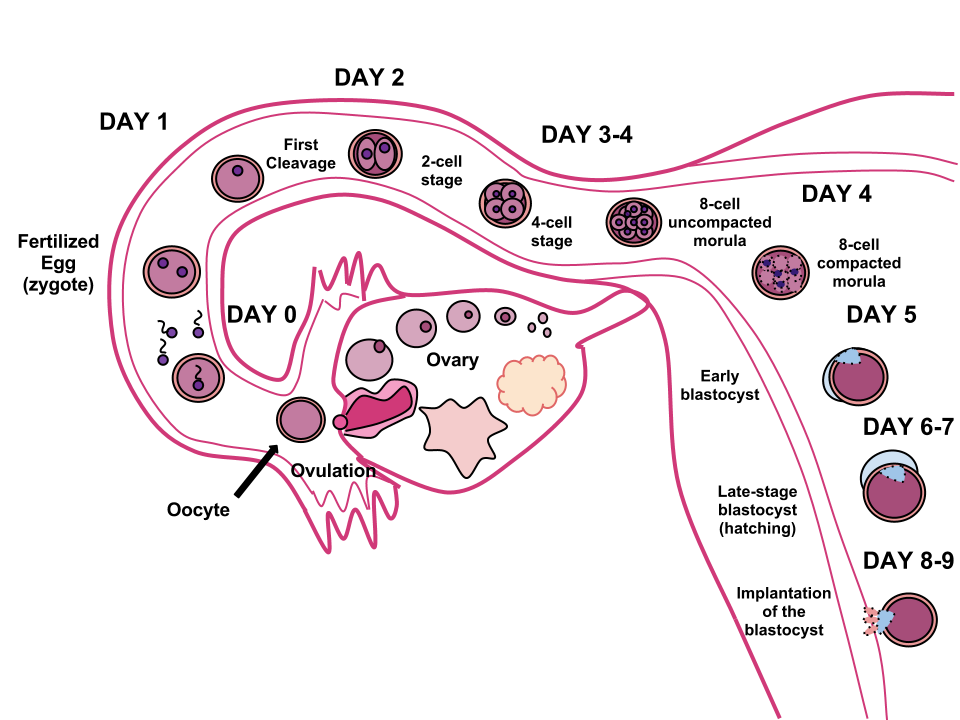
Implantacja blastocysty człowieka w 8–9 dniu od zapłodnienia

Implantacja (łac. im ‘w’, plantare ‘sadzić’), nidacja (łac. nidus ‘gniazdo’), zagnieżdżenie – pierwszy etap rozwijającej się ciąży u żyworodnych polegający na ścisłym kontakcie blastocysty ze ścianą macicy.
U człowieka jest to proces wnikania blastocysty w głąb błony śluzowej macicy. Zarodek zagnieżdża się zazwyczaj na przedniej lub tylnej ścianie macicy, a dochodzi do tego najczęściej między 8. a 12. dniem jego rozwoju. Może temu towarzyszyć niewielkie krwawienie z jamy macicy.
Zarodek jest zdolny do zagnieżdżenia się w błonie śluzowej macicy ok. 5–6 doby, kiedy osiąga stadium blastocysty. Wówczas w otoczce przejrzystej pojawia się szczelina, przez którą blastocysta wydostaje się i dopiero wtedy ma zdolność do zagnieżdżenia w endometrium.